# No Line on the Horizon
No Line on the Horizon é o décimo segundo álbum de estúdio da banda de rock irlandesa U2, lançado em 27 de fevereiro de 2009. A banda originalmente pretendia lançar as músicas em dois EP, mas depois combinou o material. O fotógrafo Anton Corbijn lançou um filme companheiro, Linear, a ser lançado junto com o álbum acompanhando várias edições especiais.
A banda começou a trabalhar no álbum em 2006, com o produtor Rick Rubin, mas ignorou a maior parte do material das sessões. De maio de 2007 a dezembro de 2007, a banda colaborou com Brian Eno e Daniel Lanois, que produziu e co-escreveu muitas das novas canções. A escrita e gravação ocorreram nos Estados Unidos, Reino Unido, Irlanda e Marrocos. O grupo destinava-se a liberação de No Line on the Horizon em novembro de 2008; após compor de 50 a 60 canções, eles adiaram o lançamento, porque queria continuar a escrever.
Antes do lançamento, o U2 indicou que Eno e Lanois estariam no envolvimento do álbum, bem como o tempo da banda em Fez, Marrocos, resultou em gravar músicas experimentais mais do que seus dois álbuns anteriores, a banda comparou a mudança no estilo observado entre The Joshua Tree (1987) e Achtung Baby (1991). Após a sua libertação, No Line on the Horizon recebeu opiniões favoráveis em geral, embora muitos críticos tenham afirmado que ele não eram tão experimental como foi sugerido anteriormente. O álbum não foi tão bem sucedido comercialmente como previsto, e a banda expressou a sua decepção com a venda relativamente baixa de 5 milhões de cópias. A banda tomou o álbum como base da turnê U2 360º Tour.

## Gravação e produção

### Abordagem das sessões com Rick Rubin
Em 2006, o U2 começou a trabalhar no seguimento do álbum anterior How to Dismantle an Atomic Bomb, colaborando com o produtor Rick Rubin no sul da França e no Abbey Road Studios em Londres. Mais tarde naquele ano, a banda lançou duas músicas dessas sessões sobre a coletânea U218 Singles: o cover do Skids, "The Saints Are Coming", com o Green Day, e "Window in the Skies". Em janeiro de 2007, o vocalista Bono disse que o U2 pretendia tomar o seu próximo álbum em uma direção musical diferente de seus lançamentos anteriores. Ele disse: "Nós vamos continuar a ser uma banda, mas talvez o rock vai ter que ir, tem rock muito mais difícil para conseguir. Mas talvez, seja o que for, ele não vai ficar onde está".
Rubin promoveu uma abordagem de "back to basics", e queria que o grupo trouxesse músicas prontas para o estúdio. Esta abordagem entrou em conflito com U2 no estilo de gravação de "forma livre", pelo material improvisado no estúdio. Eles finalmente decidiram terminar a gravação com Rubin; embora o material dessas sessões tenha sido arquivado, o grupo manifestou interesse em revisitá-lo no futuro. Eles posteriormente empregaram Brian Eno e Daniel Lanois como principais produtores e co-escritores. Steve Lillywhite também foi trazido para produzir algumas faixas.

### Sessões com Brian Eno e Daniel Lanois
A banda começou a trabalhar com Eno e Lanois em junho de 2007. Bono tinha aceito o convite de para o "World Sacred Music Festival" em Fez, no Marrocos, e convidou seus companheiros de banda, bem como Eno e Lanois, a participar. Eles alugaram o "Riad Morrocos" no "Hotel Riad Yacout" e transformou-a em um estúdio de gravação improvisado, com a intenção de criar "hinos futuros", músicas que seriam tocadas para sempre.
O grupo passou duas semanas em Fez. Gravação durante o festival expostos ao grupo hindu e música judaica, cantando sufi e bateria Joujouka. As influências exóticas os inspirou a perseguir um som mais experimental. O baixista da banda, Adam Clayton, disse que a música que ouviam em Fez "teve um primitivismo... mas havia um outro mundo que sentia, houve uma conexão com a escala árabe". Eno insistiu que o baterista Larry Mullen Jr. usasse uma bateria eletrônica. A banda descreveu muitas das faixas concebidas nestas sessões, como inadequadas para rádios ou para tocar ao vivo. O "open-air" do riad permitiu ao grupo para ouvir o canto dos pássaros, captados na introdução da canção "Unknown Caller". As músicas "Moment of Surrender", "White as Snow", "No Line on the Horizon" e "Unknown Caller", foram escritos neste momento, cada faixa foi gravada num único take. Depois de deixar Fez, a banda gravou, em Hanover Quay Studios, em Dublin, o Platinum Sound Recording Studios, em Nova Iorque, e Olympic Studios, em Londres.

"Nada disso (de música experimental) realmente apareceu no registro... porque soôu um tipo de sintético. Soôu algo como 'world music' add-on. Tenho certeza de que teria recebido algumas pessoas dizendo, 'oh, que interessante, eles dividiram em música Norte Africana', mas na verdade ele só não soôu convincente. Ficamos muito impressionados com a música enquanto nós estávamos lá, mas não havia nenhuma maneira realista ou emocionalmente satisfatória de se casá-lo usando a música que estávamos fazendo".

— Brian Eno
Em entrevistas de pré-lançamento, o U2 em comparação a extensão de sua mudança esperada no estilo musical de Achtung Baby. A banda escalada para trás às atividades experimentais, no entanto, Larry Mullen Jr. observou: "A certa altura, chega a realidade, e você vai. O que vamos fazer com esse material?. Será que vamos lançar este tipo de meandros da experimentação, ou vamos bater algumas canções com isso ?". Bono recomendou esta opinião, afirmando: "Fomos tão longe no canto sufi, e o tipo de música em êxtase, que nós tínhamos a terra e encontrar um contraponto." Eno comentou que muitos dos "mais contemplativos e sonoramente músicas aventureiras" havia sido derrubado, atribuindo a falta de música de inspiração africana a sua sonoridade "sintética" e convincente quando combinadas com outras músicas.
Clayton filmou o progresso durante a produção do álbum, esses vídeos foram adicionados para assinantes do site oficial da banda, U2.com. Em 16 de agosto de 2008, foram gravadas escutas, com várias músicas tocando a partir da casa de praia Bono em Èze, na França. Estes "clips-de-praia" foram enviados para o You Tube, mas removidos a pedido da gravadora Universal Music Group (ou UMG). Em novembro de 2008, o guitarrista do U2, The Edge, confirmou que estava trabalhando no título do álbum, No Line on the Horizon, e observou que a banda teve que mover-se rapidamente para completar a mistura para atender a nova data de lançamento em fevereiro. Em entrevista à Revista Q, o grupo revelou que o rapper will.i.am, tinha trabalhado com eles na faixa "I'll Go Crazy If I Don't Go Crazy Tonight".
Em dezembro de 2008, o U2 gravou no "Olympic Studios", em Londres, dando os retoques finais para o álbum e fazendo várias alterações ao seu conteúdo. O grupo havia planejado para liberar o material como dois Extended plays, intitulado "Daylight and Darkness", mas durante estas sessões decidiu compilar as melhores músicas para um álbum. A banda se esforçou para terminar "Stand Up Comedy", uma canção que tinha vindo a trabalhar desde as sessões em Fez, a 16 meses antes. A canção tinha sido através de várias iterações e títulos, incluindo "For Your Love" e "Stand Up". U2 cortou a canção "Winter" do álbum, uma canção que Eno instou-os a concluir, e "Every Breaking Wave", que cortaram-na para reduzir o tempo de funcionamento o álbum. "Winter" aparece no acompanhamento do filme de Anton Corbijn, Linear, e em 2009, no filme de guerra com os astros estadounidenses Tobey Maguire, Jake Gyllenhaal e Natalie Portman, no filme Entre Irmãos (Brothers, nos Estados Unidos). Ambas as canções tinham sido mencionadas nos comentários de pré-lançamento do álbum.
A banda mudou muitos dos nomes das faixas durante a gravação, o novo título "French Disco" para "Magnificent, e de "Crazy Tonight" para "I'll Go Crazy If I Don't Go Crazy Tonight". "Cromo Chords" se tornou "Tripoli" e, finalmente tornou-se a canção "Fez – Being Born". A banda considerava "Fez - Being Born" e "Get on Your Boots", como abridores de álbum, mas acabou por decidir em "No Line on the Horizon". No final das sessões, a banda optou por incluir "White as Snow", uma música tranquila sobre um soldado morrendo no Afeganistão, para equilibrar as pesadas músicas anteriores. Com exceção desta faixa, o U2 já havia tentado a manter o tema da guerra fora do álbum. No início de dezembro de 2008, Clayton disse: "esta é definitivamente a última semana de gravação. Mas, novamente, na semana passada era definitivamente a última semana de gravação, e uma semana antes disso". As sessões finais terminaram no final deste mês. No Line on the Horizon é dedicado a Rob Partridge, que assinou sua primeira banda gravadora em 1979 e morreu de câncer no final de 2008.

### Linear
Linear, um filme dirigido por Anton Corbijn, é incluído como digipak, revista, caixa e edição de luxo do álbum no iTunes. A ideia para o filme originou-se de uma gravação de vídeo do U2 em junho de 2007, durante o qual Corbijn pediu a banda para ficar parado, enquanto ele filmava-os para criar uma "fotografia no filme", a banda não se mexeu, mas os objetos em torno deles se mexiam. Impressionado, a banda acredita que o álbum online escuta experiência poderia ser reforçada com imagens em movimento. Em maio de 2008, eles encomendaram Corbijn para criar o filme. Corbijn afirmou que Linear não é um vídeo de música, mas "uma nova forma de ouvir um registro" e "nova forma de usar filmes para se conectar a música".
O filme é baseado em uma história de Corbijn e Bono, e inclui vários dos personagens criado por Bono para o álbum. O enredo centra-se em um oficial da motocicleta parisiense, interpretado por Saïd Taghmaoui. O personagem tornou-se desiludido com sua vida e do conflito entre os imigrantes e a polícia na cidade, fazendo com que ele deixe de ver sua namorada em Trípoli. A ordem das músicas no filme é o representante de No Line on Horizon.

### Sequência do álbum
Em fevereiro de 2009, Bono declarou que, até o final do ano, U2 lançaria um álbum composto por material descartado a partir das sessões de No Line. Bono rotulou como "um álbum mais meditativo sobre o tema da peregrinação". Provisoriamente intitulado "Songs of Ascent", seria uma versão irmã de No Line on the Horizon, semelhante a Zooropa em relação à Achtung Baby. Em junho de 2009, Bono disse que, embora nove faixas tivessem sido cumpridos, o álbum só seria liberado se a sua qualidade superasse a de No Line on the Horizon. Em dezembro de 2009, um relatório afirmava que a banda tinham vindo a trabalhar no estúdio com a objetivo de um lançamento para meados de 2010. A banda revelou que o primeiro single foi destinado a ser a canção "Every Breaking Wave".
Em abril de 2010, o gerente do U2, Paul McGuinness, confirmou que o álbum não poderia ser concluído até junho, mas informou que "uma versão antes do final do ano está cada vez mais provável". Em outubro de 2010, Bono declarou que o novo álbum seria produzido por Danger Mouse, e que já havia 12 canções sido concluídas. Ele também observou que o U2 estava trabalhando em um álbum de música de dança, no espírito de "remixes do U2 na década de 1990". McGuinness disse que o álbum seguinte foi programado para uma liberação 2011.

## Promoção e singles

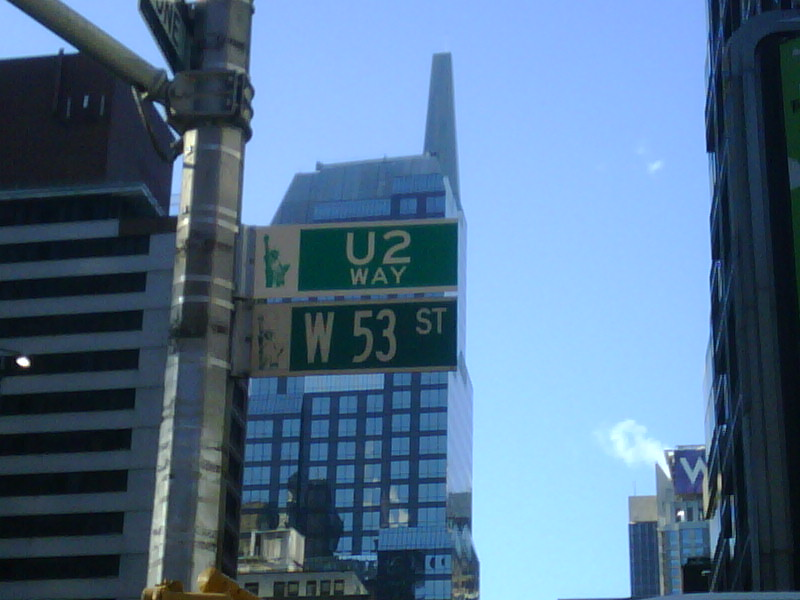
Rua "U2 Way" foi adicionada à rua "53rd Street" em Manhattan, durante a promoção do álbum.

Para promover No Line on the Horizon, a banda tocou "Get on Your Boots" no 51º Grammy Award, o Brit Awards 2009 e no Echo Awards 2009, embora o álbum não ter sido elegível para os prêmios em qualquer das cerimônias. A banda mais tarde apareceu na televisão e na rádio francesa em 23 de fevereiro de 2009, e em 26 de fevereiro de 2009, eles gravaram um segmento de Friday Night with Jonathan Ross, que foi ao ar no dia seguinte. Em 27 de fevereiro, o U2 fez uma aparição em uma sessão de "Live Lounge" da BBC Radio 1, seguido de um mini-concerto no telhado de Broadcasting House. Na semana de 2 de março de 2009, a banda apareceu na emissora americana CBS, Late Show with David Letterman durante cinco noites consecutivas, a primeira vez que um convidado musical tinha realizado durante uma semana inteira sobre o show. O grupo cantou "Breathe", "Magnificent", "I'll Go Crazy If I Don't Go Crazy Tonight", "Beautiful Day" e "Get on Your Boots". Em 3 de março, Michael Bloomberg, prefeito de Nova Iorque, acrescentou um sinal de leitura, a rua "U2 Way" na rua 53 em Manhattan, para a semana que o U2 realizou no Late Show. U2 também se apresentou na Universidade Fordham, em 6 de março de 2009 para uma aparição no American Broadcasting Company (ABC) Good Morning America. De 9 a 11 de março, a banda participou do "U2 3 Nights Live", uma série de entrevistas de rádio e apresentações que foram transmitidas na América do Norte e transmitida ao vivo pelo site U2.com.
De 11 a 17 de fevereiro de 2009, o site U2.com organizou uma promoção, onde 4 mil fãs poderiam ganhar uma coleção de edições, em uma caixa que continha singles lançados de No Line on the Horizon. Uma versão alternativa do faixa-título, "No Line on the Horizon 2", estreou na "RTÉ 2XM", em 12 de fevereiro de 2009, que mais tarde foi usado como b-side do primeiro single, "Get on Your Boots". O álbum completo começou no Streaming, do grupo MySpace a página do dia 20 de fevereiro de 2009, e no U2.com, alguns dias depois.
4 singles estavam previstos para ser lançado do álbum, das quais três foram libertados em abril de 2010. O primeiro single, "Get on Your Boots", foi lançado como um download digital em 19 de janeiro de 2009, e em um formato físico em 16 de fevereiro de 2009. O iTunes, a loja realizou os direitos exclusivos de download digital do single para as primeiras 24 horas. O segundo single, "Magnificent", foi lançado em 4 de maio de 2009. O terceiro single, "I'll Go Crazy If I Don't Go Crazy Tonight", foi lançado em 7 de setembro de 2009.

## U2 360º Tour

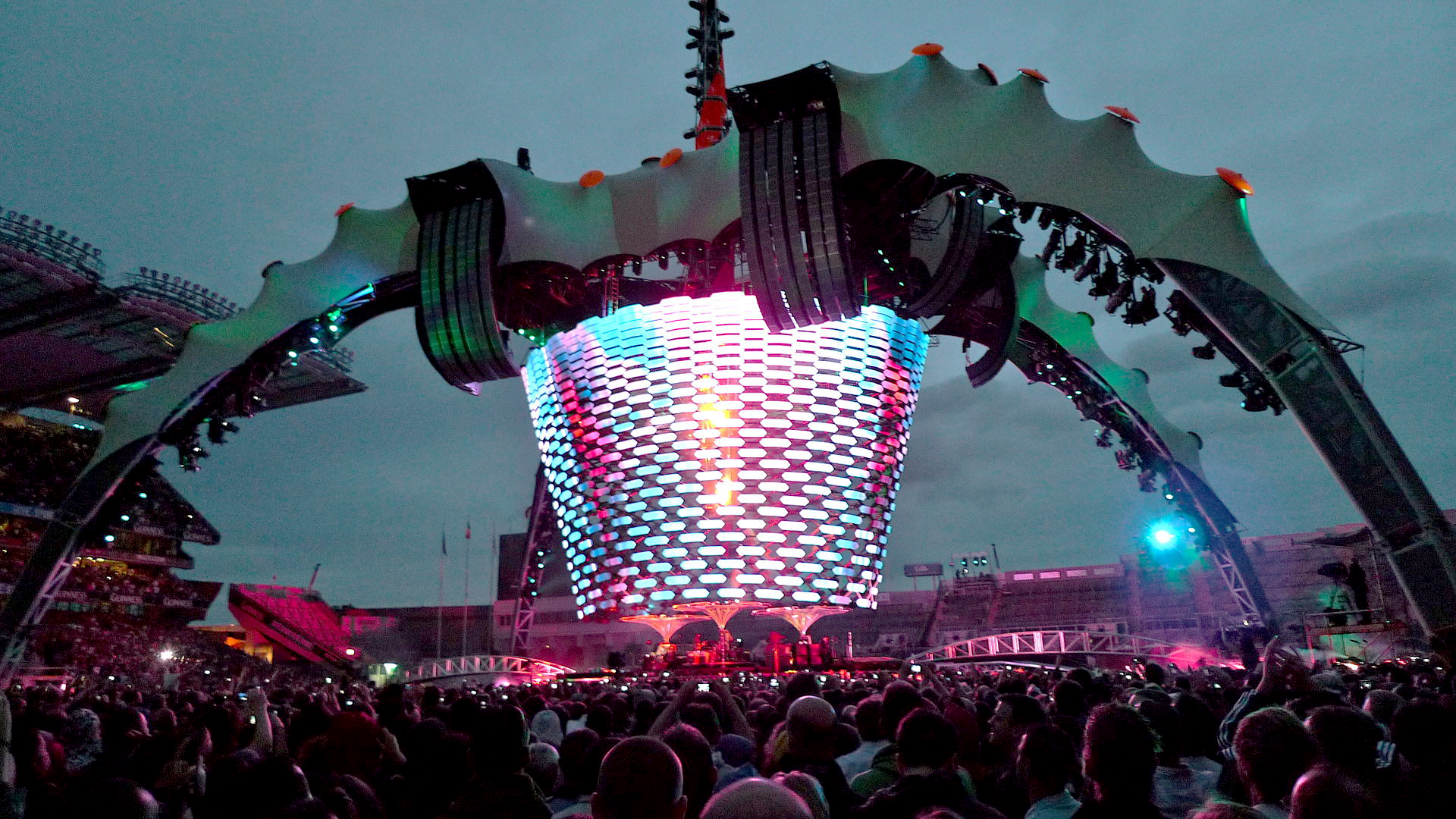
Apresentação em julho de 2009, durante a turnê "U2 360º Tour" em Dublin, na Irlanda.

Após o lançamento de No Line on the Horizon, a banda fez uma turnê por estádios do mundo inteiro, intitulada '"U2 360° Tour". A partir de 30 de junho de 2009, em Barcelona, a turnê incluiu shows na Europa e América do Norte em 2009, 2010 e 2011. Os concertos apresentavam um palco de 360 graus, onde o público cercava-nos. A ideia do palco, com algumas sugestões de projeto inicial, havia sido proposto ao grupo pelo cenógrafo "Willie Williams" na final do "Vertigo Tour" em 2006. A 50 metros (165 pés) de altura, o palco de concertos foi o maior já construídas e duas vezes o tamanho do conjunto maior anterior, que foi usado pela banda The Rolling Stones, durante sua turnê "A Bigger Bang Tour". O projeto foi concebido para superar o tradicional aspecto sóbrio de concertos ao ar livre, onde o palco fosse dominado por pilhas em qualquer lado de alto-falantes. Até a conclusão da segunda etapa, a turnê rendeu nos Estados Unidos, mais de US$ 311 milhões a partir de 44 shows, tornando a turnê mais rentável do ano, apesar disso, os elevados custos de produção, aproximadamente US$ 750.000 dólares por dia nos Estados Unidos, entende que a turnê foi "quebrando".

## Faixas
| N.º | Título                                      | Letras          | Música                                            | Produzido por                         | Duração |  |
| 1.  | "No Line on the Horizon"                    | Bono            | U2, Brian Eno, Daniel Lanois                      | Eno, Lanois, Steve Lillywhite         | 4:12    |  |
| 2.  | "Magnificent"                               | Bono, The Edge  | U2, Eno, and Lanois                               | Eno, Lanois, Lillywhite               | 5:24    |  |
| 3.  | "Moment of Surrender"                       | Bono            | U2, Eno, Lanois                                   | Eno, Lanois                           | 7:24    |  |
| 4.  | "Unknown Caller"                            | U2, Eno, Lanois | U2, Eno, Lanois                                   | Eno, Lanois, Lillywhite               | 6:02    |  |
| 5.  | "I'll Go Crazy If I Don't Go Crazy Tonight" | Bono            | U2                                                | Lillywhite, Will.I.Am, Declan Gaffney | 4:13    |  |
| 6.  | "Get on Your Boots"                         | Bono            | U2                                                | Eno, Lanois, Gaffney                  | 3:25    |  |
| 7.  | "Stand Up Comedy"                           | Bono            | U2                                                | Eno, Lanois, Lillywhite               | 3:49    |  |
| 8.  | "Fez – Being Born"                          | Bono            | U2, Eno, Lanois                                   | Eno, Lanois                           | 5:16    |  |
| 9.  | "White as Snow"                             | U2, Eno, Lanois | Música tradicional, arranjado por U2, Eno, Lanois | Eno, Lanois                           | 4:41    |  |
| 10. | "Breathe"                                   | Bono            | U2                                                | Lillywhite                            | 5:00    |  |
| 11. | "Cedars of Lebanon"                         | Bono            | U2, Eno, and Lanois                               | Lanois                                | 4:16    |  |

| Faixa bônus lançada somente na Austrália, Japão e iTunes |                            |        |                     |               |         |  |
| N.º                                                      | Título                     | Letras | Música              | Produzido por | Duração |  |
| 12.                                                      | "No Line on the Horizon 2" | Bono   | U2, Eno, and Lanois | U2            | 4:07    |  |

| Faixa bônus lançada no iTunes (pré-encomenda) |                                      |        |        |                      |         |  |
| N.º                                           | Título                               | Letras | Música | Produzido por        | Duração |  |
| 13.                                           | "Get on Your Boots" (Crookers Remix) | Bono   | U2     | Eno, Lanois, Gaffney | 4:27    |  |

## Pessoal
| U2 - Bono – Vocal, guitarra - The Edge – Guitarra, vocal de apoio, teclado - Adam Clayton – Baixo - Larry Mullen, Jr. – Bateria, percussão | Complementares - Caroline Dale – Violoncelo - Brian Eno – Ritmo, programação, sintetizadores, vocais - Daniel Lanois – Guitarra, vocais - Terry Lawless – Piano, piano elétrico, teclados - Sam O'Sullivan – Percussão - Cathy Thompson – Violino - Louis Watkins – Soprano - Richard Watkins – Trompa - Will.i.am – Teclado, vocais |

## Paradas musicais e certificações
| Paradas (2009)              | Melhor posição | Certificações | Vendas      |
| --------------------------- | -------------- | ------------- | ----------- |
| Irlanda Albums Chart        | 1              | –             | –           |
| Austrália ARIA Albums Chart | 1              | Platina       | –           |
| Brasil Albums Chart         | –              | Platina       | 40 000+     |
| Canadá Albums Chart         | 1              | 2× Platina    | 160 000+    |
| European Top 100 Albums     | 1              | Platina       | 1 000 000+  |
| França SNEP Albums Chart    | 1              | –             | 63 000+     |
| Alemanha Álbum Top 100      | 1              | Platina       | –           |
| México Top 100 Albums Chart | 1              | Ouro          | –           |
| Espanha Top 100 Albums      | 1              | 2× Platina    | 80 000+     |
| UK Albums Chart             | 1              | Platina       | 300 000+    |
| Billboard 200               | 1              | Platina       | 1 000 000++ |

| Canção                                      | Posição (2009) | Posição (2009) | Posição (2009) | Posição (2009) | Posição (2009) | Posição (2009) |
| Canção                                      | IRL            | BEL (Wal)      | CAN            | HOL            | UK             | EUA            |
| ------------------------------------------- | -------------- | -------------- | -------------- | -------------- | -------------- | -------------- |
| "Get on Your Boots"                         | 1              | 13             | 3              | 5              | 12             | 37             |
| "Magnificent"                               | 5              | 14             | 9              | 6              | 42             | 79             |
| "I'll Go Crazy If I Don't Go Crazy Tonight" | 7              | 18             | 5              | 14             | 32             | -              |
| "Moment of Surrender"                       |                | 35             | -              | -              | -              | -              |
| "No Line on the Horizon"                    | -              | 38             | -              | -              | -              | -              |

Álbum (Fim de ano)
| Paradas (2009)         | Posição |
| ---------------------- | ------- |
| Alemanha Álbum Top 100 | 12      |
| México Álbum Top 100   | 15      |

| Precedido por 1000 Stars de Natalie Bassingthwaighte | Australian ARIA Albums Chart - Número 1 (Álbuns de 2009) 9 de Março de 2009 – 23 de Março de 2009 | Sucedido por Only by the Night de Kings of Leon    |
| Precedido por Only by the Night de Kings of Leon     | Belgian (Flanders) Albums Chart - Álbum Número 1 7 de Março de 2009 – 28 de Março de 2009         | Sucedido por We Zijn Hier Nu Toch de Yevgueni      |
| Precedido por Wrath de Lamb of God                   | Canadian Albums Chart - Álbum Número 1 8 de Março de 2009 – 29 de Março de 2009                   | Sucedido por Fais-moi la tendresse de Ginette Reno |
| Precedido por Primera Fila de Vicente Fernández      | Mexican Albums Chart - Número 1 (Álbuns de 2009) 9 de Março de 2009 – 30 de Março de 2009         | Sucedido por Primera Fila de Vicente Fernández     |
| Precedido por Invaders Must Die de The Prodigy       | UK Albums Chart - Número 1 (Álbuns dos anos 2000) 8 de Março de 2009 – 22 de Março de 2009        | Sucedido por Songs for My Mother de Ronan Keating  |
| Precedido por Fearless de Taylor Swift               | US Billboard 200 - Número 1 (Álbuns de 2009) 21 de Março de 2009 – 28 de Março de 2009            | Sucedido por All I Ever Wanted de Kelly Clarkson   |